# Incerta glòria
|  | Aquest article tracta sobre la novel·la de Joan Sales. Si cerqueu l'adaptació cinematogràfica de 2017, vegeu «Incerta glòria (pel·lícula)». |

Incerta glòria és una novel·la de l'escriptor i editor Joan Sales publicada per primer cop el desembre de 1956 i ampliada en les successives edicions posteriors fins a l'edició definitiva l'any 1971. Escrita per un testimoni del bàndol dels vençuts, l'obra no conté cap missatge polític ni s'abandona a una fàcil exaltació partidista. L'obra agafa el títol d'un vers de William Shakespeare de l'obra Els dos cavallers de Verona, on es diu: «incerta glòria d'un matí d'abril» en referència al 14 d'abril de 1931.
| «                                                    | The uncertain glory of an april day... Tot devot de Shakespeare coneix aquestes paraules —i si jo hagués de resumir la meva novel·la en una sola ratlla, no ho faria pas d'altra manera. | » |
| — Joan Sales, «Confessió de l’autor», Incerta glòria | |   |

## Història
Sales va voler escriure aquesta novel·la per deixar un testimoni verídic del que hi havia viscut, contra la mentida del negre —els falangistes— i també la del roig —els falangistes primer i els comunistes després. La redacció de la novel·la completa va durar vint-i-tres anys.

### Primers esborranys i Premi Martorell
Sales va començar a escriure la novel·la quan tenia 36 anys, el 1948, a les acaballes de l'exili, havent recuperat la fe. Va acabar-la a la casa que s'havien comprat en tornar de Mèxic al carrer Mare de Déu del Pilar de Barcelona. Va presentar el primer esborrany al Premi Joanot Martorell 1955. Aquest esborrany constava només de la primera de les tres parts que havia de tenir la novel·la. El jurat va atorgar-li el premi, i va començar tota una lluita per intentar publicar-la.

### Primera edició
Quan va intentar publicar-la per primera vegada el 1955, l'obra va ser rebutjada per la censura del règim franquista, al·legant immoralisme religiós. Sales, que era un catòlic practicant, va recórrer al bisbat de Barcelona. Gràcies a la intervenció d'Alexandre Pech. Pvre, canceller-secretari del bisbat, el 25 de setembre de 1956 l'obra va rebre el nihil obstat i el vist-i-plau del censor, Joan Roig Gironella, que va permetre finalment l'edició. L'obra es va imprimir el desembre de 1956 als tallers de Rafael Salvà de Barcelona, sent el cinquè volum d'El Club dels Novel·listes, col·lecció dirigida per Joan Oliver a l'Editorial Aymà. Va ser finançada gràcies al mecenatge de Fèlix Escales. També es va fer un tiratge limitat amb imposició especial de cinquanta exemplars amb paper de fil Guarro, numerats de l'1 al L, i de deu exemplars reservats als col·laboradors, numerats de l'1 al 10, signats tots per l'autor. L'edició està dedicada als seus «amics, lectors i consellers» Xavier Benguerel, Domènec Casanovas, Juan Goytisolo, Jaume Gras, Joan Oliver i Joan Roig Gironella.
Segons el mateix Sales la censura va deixar gairebé intacta la primera part de la novel·la, però la segona i la tercera part van quedar força disminuïdes. Anys després la seva dona Núria Folch desmentiria aquest fet, argumentant que Sales deia que havia hagut d'acatar la censura com una estratègia per evitar-la.

### Primera edició en francès
El 1956 Juan Goytisolo treballava a París com a lector d’originals per a l'editorial Gallimard. Aquest fet va fer possible la traducció al francès de diversos autors espanyols de postguerra com Ana María Matute, Camilo José Cela o Rafel Sánchez Ferlosio, entre d'altres. També va obrir la porta a novel·les en català com Incerta Glòria o La Plaça del Diamant. Josep Palau i Fabre va fer un informe de lectura i Goytisolo va aconsellar la traducció de l'obra de Sales. Inicialment estava previst que es publiqués la primavera de 1958, però els constants canvis en l'obra fets per l'autor, així com la lentitud en les traduccions, van endarrerir la publicació fins al 1962. Aquesta edició no es pot considerar com una versió "no censurada" de la primera edició en català, sinó una nova versió de la novel·la, redactada entre 1957 i 1959.
Inicialment Sales només volia retocar algunes pàgines per millorar la coherència de les parts més censurades, però es va anar animant progressivament fins que va acabar refent pràcticament tota l'obra. Va demanar-li al traductor, Bernard Lesfargues, que en guardés els originals que li anava enviant en català, amb l'objectiu d'una propera reedició. La versió de l'obra en francès es publicaria finalment el febrer de 1962, i va rebre molt bones crítiques, comparant Sales amb Dostoievski, Bernanos o Green.
Les bones crítiques a França van fer que se li retirés el passaport a Joan Sales, i que ell sentís «mutilada» la primera edició. Per això, tot i estar exhaurida, no la va voler reeditar.

### Primera edició en castellà i sencera en català
El 1968 l'obra va rebre un premi de novel·la catalana convocat per l'editorial Planeta. Estava destinat a novel·les ja publicades en català però encara no en castellà. Sales el va guanyar i Carlos Pujol, treballador de Planeta, va ser l'encarregat de traduir l'obra al castellà. La traducció va ser progressiva, feta a mesura que Joan Sales li anava lliurant els fragments de la novel·la que anava reescrivint, tot pensant també en una futura edició catalana no censurada. Sales pensava que Lara, el director de Planeta, tenia molta influència a Madrid, i que aquest fet podria ajudar a esquivar la censura. Des del 1966 ja no existia oficialment la censura, tot i que Franco va establir una Llei de premsa que incorporava la figura de la Consulta Voluntària. Sales i Pujols van treballar conjuntament per presentar una edició amb retocs que passés la censura. Finalment la versió en castellà i una nova versió sense censura es van publicar el 1970. Sales va aprofitar l'ocasió per a fer-ne per fi una edició sencera i en català al Club del Novel·listes. En fer l'edició de 1969 Sales va declarar que la donava per definitiva, però encara en faria més modificacions en l'edició del 1971, encara més llarga. 
| «                                        | Tornat a Catalunya després d'un llarguíssim exili, el 1948, em vaig posar a embastar la primera part d'Incerta glòria; hauré trigat vint anys a acabar les quatre (...) Són molts els que m'amoïnen, ho dic amb franquesa, tirant-me en cara que sigui 'l'autor d'una sola novel·la'; haurien de tenir en compte que cada una de les parts d'Incerta glòria podria considerar-se com una novel·la sencera tant per la seva extensió com pel seu desplegament i, sobretot, pel fet de tenir cada una el seu protagonista propi (el de les dues darreres és el mateix home, però a vint anys en l'una i a cinquanta en l'altra i això fa -parlo, ai de mi, per experiència- que un mateix home sigui dos personatges ben distints. | » |
| — Joan Sales, Incerta glòria (2a edició) | |   |

### Edicions posteriors
Posteriorment, Sales continuaria ampliant i revisant l'obra constantment. L'ampliació de 1971 portava com a títol Últimes notícies. Durant totes aquestes edicions l'extensió de l'obra es va anar ampliant, va passar de les 315 pàgines a la primera edició; 843 a la segona i a la tercera, a 910 pàgines a la quarta edició, aquestes sí de text definitiu. El Grup del Llibre va publicar el 1981 una cinquena edició de l'obra incorporant, com a llibre independent, El vent de la nit. Aquesta versió és la que es va anar re-editant fins que el 2012, amb motiu del centenari del naixement de Sales, es van tornar a publicar en dos volums separats. Aquesta seria la darrera edició publicada en vida de Joan Sales.

### Primera edició en anglès
David H. Rosenthal, qui ja havia traduït amb èxit a autors com Perucho, Rodoreda o un Tirant-lo blanc, va traduir a l'anglès l'obra per primera vegada entre 1989 i 1991, gràcies a unes ajudes del The National Endowment for the Humanities, el The New York State Council on the Arts i The National Endowment for the Arts. Rosenthal patia una malaltia terminal mentre feia la traducció, i morí un any després de finalitzar-la, el 1992. L'obra quedà inèdita fins que el 2002 la publiqués l'American Institute for Catalan Studies, en una edició indigna, segons Sam Abrams, que inclou una portada on es pot veure un Sant Jordi, la Sagrada Família, Guifré el Pilós i un mapa dels Països Catalans. Abrams argumenta que l'obra va ser traduïda amb presses i amb un excés de confiança interpretativa. Al seu torn, l'editor David Cardús i Pascual, va al·legar que es tractava realment d'una mena de "pre-edició", amb l'objectiu de trobar un bon editor als Estats Units. Cardús també moriria un any després, el 1993 pel que aquesta versió va acabar tenint molt poca difusió.

### Recuperació
Durant els primers anys del segle xxi, sobretot a partir del cinquantè aniversari de publicació de l'obra i de la publicació de les Cartes a Màrius Torres, diverses veus van anar reclamant el seu protagonisme i la seva influència real. Progressivament Sales va passar de ser una figura discutida i un escriptor marginat, a ser una referència indiscutible. L'edició en castellà de Carles Pujol fou reeditada per Planeta el 2005. El 2012 se celebrà el centenari del naixement de Sales, fet que va recuperar l'obra.
L'octubre de 2014 va sortir al mercat una nova traducció a l'anglès, Uncertain glory, feta per Peter Bush, i la primera edició es va esgotar al juny de l'any següent gràcies a la bona recepció de la crítica local. La traducció alemanya es va publicar a finals del 2015 sota el títol Flüchtiger Glanz i va ser nominada al premi de traducció de la fira del llibre de Leipzig. El 2015 va ser adaptada al teatre i el 2017 al cinema. Fins i tot la Llibreria Calders de Barcelona el defensa com el seu "llibre més venut" des que van obrir la botiga.

## Argument i estructura
La novel·la es divideix en quatre parts que tenen com a teló de fons la guerra civil espanyola en el front i la rereguarda del bàndol republicà. Les dues primeres parts utilitzen la forma epistolar; la primera narra les vivències del tinent jove Lluís de Brocà al front d'Aragó; la segona, en canvi, pren el punt de vista de Trini Milmany, la companya de Lluís, que narra les seves vivències a Barcelona. La tercera part i la quarta són les memòries del seminarista Cruells, més tard, sacerdot, i estan ambientades en la Barcelona de postguerra, arribant al final dels anys 60. Es tracta d'una novel·la extensa, escrita durant una vintena d'anys sota la dictadura, que abraça un període històric que en comprèn més de trenta.
Les tres primeres parts se centren en el desenvolupament de la guerra civil, tot abastant una cronologia que comença el desembre del 1936 fins a la caiguda del front d'Aragó, l'abril del 1938. El fil narratiu ens ve contrapuntat pel testimoni de tres personatges. A la primera part són les cartes de Lluís Brocà al seu germà religiós, Ramon (19-VI-37 / 20-X-37). La segona part és la correspondència de Trini Milmany, companya de Lluís Brocà, amb Juli Soleràs (26-XII-36 / 15-IX-37). A la tercera part, la veu narrativa és la d'en Cruells, antic seminarista, ara capellà, company al front d'Aragó de Lluís Brocà i de Juli Soleràs. Cruells narra en primera persona durant la postguerra la continuació de la història, on el protagonista és Juli Soleràs, on es pot deduir la seva concepció angoixada i existencialista del món.
A la quarta part («Últimes notícies» / «El vent de la nit») l'escenari és la postguerra ja avançada, on Cruells comença la narració amb una referència-homenatge a la mort de Lluís Companys. El capítol desdibuixa o qüestiona parcialment el concepte mateix de la incerta glòria.
Segons Núria Folch i Pi, esposa de Sales i posterior editora al Club Editor, les diferències de les edicions anteriors a la cinquena eren degudes a l'evolució de la situació política: «del fet que aleshores no es podia dir tot, però sí alguna cosa més a cada nova edició, ja que el règim anava canviant». Això afectà la creixent extensió del text i l'existència i acumulació de preàmbuls a cada edició. El mateix Sales hi intentà explicar en la cinquena edició:
| «                                       | Em sento avergonyit de la complicació de totes aquestes notes que ha calgut anar sobreposant a la primitiva Confessió essent així que precisament els textos complicats i sibil·lins m'han fet venir sempre migranya; però qui sap si aquest galimatias de notes successives, escrites totes amb mitges paraules, pot donar a les noves generacions una certa idea de les dificultats que havien de capejar ben sovint sota el franquisme les edicions catalanes quan no eren purament de flors i violes | » |
| — Joan Sales, Incerta glòria, 5a edició | |   |

## Personatges
Els personatges evolucionen al llarg de l'obra.
- Lluís de Brocà i de Ruscalleda: És, almenys oficialment, el protagonista de l'obra, és un burgès anarquista, amb una personalitat complexa, on es barreja l'idealisme amb l'egoisme.[19] Està casat amb la Trini, amb qui tenen un fill, però viu fascinat per la figura de la Carlana.
- Juli Soleràs, és, tot i no ser el protagonista, el personatge central de la novel·la. Es tracta d'un personatge enigmàtic, excèntric i original, una mena d'anti-heroi dostoievskià, amb ideals molt marcats.[6] Actua com a personatge complement i contraposició del protagonista.[20] Soleràs es presenta només a través de la visió dels altres personatges, que d'una o altra manera estan obsessionats amb ell. Com diu Xavier Pla, les inicials del personatge coincideixen amb les de l'autor i amb les de Julien Sorel, protagonista de Le Rouge et le Noir de Stendhal. S'interessa per «l’obscè i el macabre», i les seves intervencions es mouen entre els comentaris filosòfics i el cinisme, entre l'absurd i l'absolut. Cita diversos autors i filòsofs, entre els quals s'inclouen Baudelaire, Nietszche, Schopenhauer, Kierkegaard i Sartre. Soleràs accepta la derrota i el fracàs com a components essencials de la vida humana.[19] Enric Sòria el compara amb els protagonistes rebels del cinema americà dels anys cinquanta, i també amb gent com Zbigniew Cybulski i Oskar Werner, intrèpids i desvalguts a l'hora.[21]
- Carlana: Dona misteriosa i de passat complex, té dos fills. És una de les figures centrals de la novel·la, que dona joc argumental i conflicte. No es pronuncia clarament en l'àmbit polític i és difícil veure les seves intencionalitats reals.
- Trini Milmany: Nascuda al carrer Hospital de Barcelona en el si d'una família d'anarquistes idealistes. Està casada amb en Lluís, inicialment sembla una dona vulgar, tot i que al llarg de la novel·la va mostrant la seva autoritat, a mesura que es va separant d'en Lluís i que s'acosta a en Soleràs. Durant la Guerra Civil viu al barri de Pedralbes.[22]
- Cruells: Jove seminarista que en la part final de l'obra s'ha convertit, passats vint anys, en un capellà heterodox de la diòcesi de Barcelona.[19]

Entre els personatges secundaris a destacar, es poden mencionar l'oficial de la neteja; la dona on s'allotja en Lluís i la dona del moliner.

## Temes
El tema principal que fa d'escenari és la Guerra Civil Espanyola, que és presentada d'una manera crua i sense cap maniqueisme. Tracta el conflicte vist des del punt de vista del front i de la rereguarda, així com la col·lisió entre comunisme i anarquisme. L'autor evita una visió simplista de lluita entre bons i dolents, intentant mostrar la guerra en tota la seva complexitat. L'obra fa servir la guerra per a parlar de la vida. Tracta de l'amor, encarnat en les dues figures femenines. La novel·la es pot considerar una reflexió profunda sobre quin és el sentit i sobre les dificultats de la vida, il·luminades només per l'amor humà i l'amor diví. També tracta el pas del temps i com aquest afecta a la creació de la sensació de soledat entre els homes, que mitifiquen la joventut, aquesta fugaç incerta glòria. Com diu Enric Sòria, l'obra reflecteix l'evolució d'una generació sacrificada en altars d'ídols falsos i, a més a més, vençuda. L'obra es converteix en una interrogació metafísica, social i psicològica, del món al cor humà, mentre el temps corre i ho extermina tot.
Segons Francesc Serés, l'obra tracta temàtiques primigènies, com alimentar-se, escalfar-se, estimar i ser estimat. Parla de sobreviure com a individu i com a grup, dels instints humans més bàsics, tot reclamant l'ideal renaixentista, il·lustrat contemporani, on l'home pot decidir el seu futur.

## Estil
L'estil és àgil i col·loquial i reflecteix el model de llengua de l'autor, que donava molta importància al català parlat en el seu temps, cosa que el duia a acceptar castellanismes que altres contemporanis seus, com Joan Coromines, no acceptaven. Tot i això, la virtut del seu estil consisteix a ser directe i planer i captura igualment la frescor de moltes expressions genuïnes, sense deixar de ser un català literari amb cites filosòfiques i referències literàries abundants. Sales fa servir diverses formes narratives tradicionals i l'ús de narradors diferents per evitar la monotonia que donaria un sol punt de vista de la història, que abasta un llarg període a nivell cronològic.

## Recepció
L'obra s'ha considerat una de les novel·les més importants escrites en català durant la segona meitat del segle xx, tot i això, no va tenir una bona recepció inicial. L'obra es va convertir en un treball incòmode per la crítica catalana, i va provocar indiferència, indignació o pura hostilitat, depenent del tarannà polític del lector. L'obra es referia a un assumpte encara massa espinós per a molts, on ningú eixia ben parat.
El 1957 Rafael Tasis va escriure que Incerta glòria "és una de les novel·les considerables que ens han donat les lletres catalanes ençà de la gran ensulsiada". Tasis va criticar-ne alguns efectes de composició, comparant Sales amb l'estil de Malraux i Hemingway, però va llorar la "virtut indiscutible de fer-se llegir, de retenir l'atenció del lector, endur-se'l en una anècdota que, per damunt de les circumstàncies individuals, reflecteix el drama col·lectiu".
Mercè Rodoreda va llegir-la a principis dels anys 60, i en una carta li va dir a Sales: "És una novel·la que s'ha de llegir, almenys, dues vegades. La primera lectura ha equivalgut, i potser ho dic d'una manera massa gràfica, «a un cop de puny al ventre». És una senyora novel·la: plena, brillant, rica a més no poder. Tan diferent de la literatura trista i falsa que es fa a casa nostra... Encara no m'he refet d'aquesta lectura". Rodoreda defensava que -en comptes de comparar-la amb Proust o Musil, els crítics haurien de comparar-la amb Sales, ja que "aquestes dues novel·les són les dues úniques novel·les a Catalunya, que donen l’època".
Va ser gràcies a l'edició francesa que l'obra va agafar certa volada. Va rebre bona crítica. El 1964 filòsof catòlic Jean Lacroix va fer servir una extensa cita d'Incerta Glòria com a lema del seu assaig L'échec. També ho faria E.Amado Levy-Valensi a Psychanalyse. Jacques de Ricaumont a Combat va dir que Poques novelles tenen el pes metafísic d'Incerta Glòria". Maurice Chavardes també faria una bona crítica pel diari Le Monde.
En una crítica de 1983, Isidor Cònsul destacà l'encavallament temporal de les dues primeres parts de l'obra, com un interessant element de tècnica narrativa. També comentà que, amb la incorporació de la quarta part, la novel·la s'estira per guanyar dimensió històrica.
Segons Xavier Pla, és una obra que pretén mostrar la guerra d'Espanya en tota la seva complexitat moral, evitant visions maniquees o dogmàtiques, i ho vol fer des d'una visió nacionalista catalana i, per tant, republicana. Però, a la vegada, incòmodament catòlica, la qual cosa permet a l'autor denunciar amb igual virulència tant els feixistes com els anarquistes i sostenir una fonamentada crítica a les ideologies en pro de la reconciliació col·lectiva. Pla compara la novel·la amb les roman-fleuve, novel·les riu, ja que s'expandeix contínuament, arribant a desbordar-ho tot. Incerta Glòria és una obra llarga, fluïda, lenta, però alhora ràpida i intensa com el curs de l’aigua d’un riu enorme, potent i segur.
Carme Arnau va dir que Incerta glòria és una epopeia magnífica, un homenatge als soldats de Catalunya, dels quals ningú no se'n recordava, tal com va confiar Sales a la seva muller, en rebre la creu de Sant Jordi. Arnau considera que aquest és un aspecte destacat per entendre la novel·la, on es relaciona amb Unitats de xoc, de Pere Calders i 556 Brigada mixta, d'Avel·lí Artís, per exemple. Defensa que Sales escriu aquesta obra amb una voluntat de permanència, de llegat. L'escriptor Francesc Serés relaciona l'obra amb Réquiem por un campesino español i Homage to Catalonia, argumentant que coincideixen sovint en el tractament dels temes, dels personatges i dels caràcters. Al seu torn, Enric Sòria la considerà la gran novel·la russa de la literatura catalana.

## Edicions
- Barcelona: Aymà, 1956
- Barcelona: Club Editor, 1969; 2008.
- Barcelona: Edicions 62, 1981; MOLC, 1988-1989.
- Barcelona: Planeta, 1988.
- Barcelona: Círculo de Lectores, 1991.
- Barcelona: Cruïlla, 2008. (Introducció i notes a cura de Carme Arnau)
- Barcelona: Club Editor, 2012.[32]

## Adaptacions

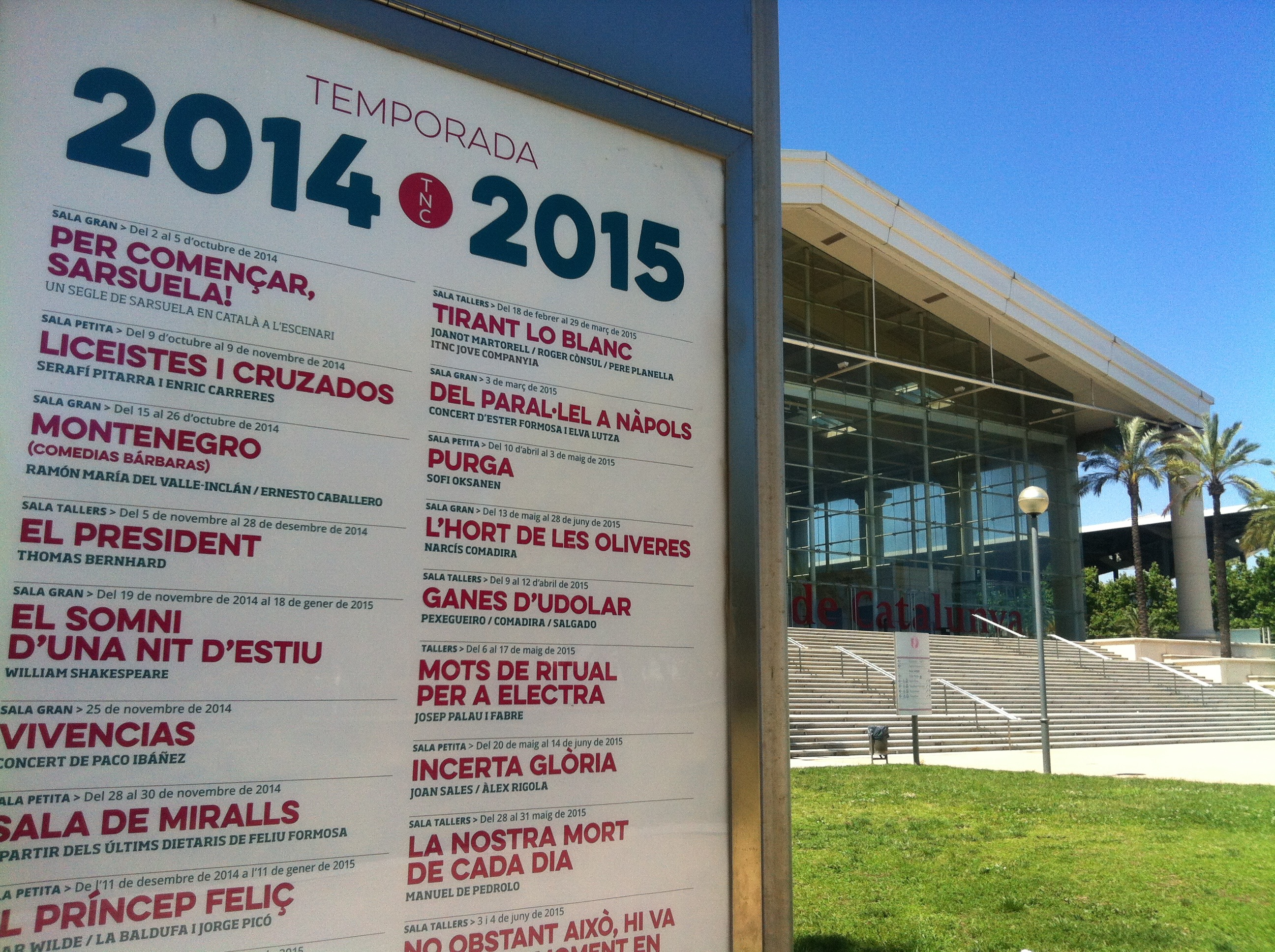
Cartellera del TNC on s'anuncia l'obra

El 1987, Catalunya Ràdio en va fer una adaptació radiofònica que fou emesa en 81 capítols d'uns 15 minuts de durada. Va ser adaptada per Oleguer Sarsanedas, muntada per Ramon Albero i dirigida per Juan Germán Schroeder. Posaren veu als protagonistes Margarida Minguillón (Trini), Enric Majó (Cruells), Enric Pous (Soleràs) i Gal Soler (Lluís).
El 2015 l'obra va ser adaptada al teatre. Va ser presentada al Teatre Nacional de Catalunya, en una versió adaptada i dirigida per Àlex Rigola. L'obra tenia una durada de 3 h 30 min amb 2 entreactes i va estar en cartell entre el 20 de maig i el 14 de juny de 2015. Anteriorment Rigola ja havia adaptat una altra novel·la, 2666 de Roberto Bolaño. L'obra va ser representada per Marcel Borràs, Pau Roca, Mar Ulldemolins i Aina Calpe, amb banda sonora de Nao Albet, que també participa com a actor.
El 17 de març de 2017 s'estrenà l'adaptació cinematogràfica, titulada també Incerta glòria, dirigida per Agustí Villaronga, director de cintes com Pa negre, amb Marcel Borràs, Oriol Pla, Núria Prims i Bruna Cusí en el repartiment.

## Premis i reconeixements
La novel·la va guanyar el Premi Joanot Martorell del 1955 i va rebre crítiques elogioses ja en la traducció francesa de 1962, on es va comparar l'obra de Sales amb la d'escriptors com Dostoievski, Georges Bernanos o Julien Green. No és estranya la comparació, ja que Dostoievski era un dels autors preferits de Sales i per això va atrevir-se a fer i editar una traducció indirecta, força polèmica, d'Els germans Karamàzov. Al seu torn, Bernanos i a Greene eren els màxims representants de la novel·la catòlica.
El 2014 The Economist va situar la traducció anglesa de Peter Bush entre els deu millors llibres de ficció publicades el 2014 en anglès.
L'obra va ser incorporada a la col·lecció de Les Millors Obres de la Literatura Catalana, amb el número 37.